# Sibirischer Steinbock
Der Sibirische oder Asiatische Steinbock (Capra sibirica) ist eine in asiatischen Gebirgsregionen lebende Paarhuferart. Er ist mit dem Alpensteinbock verwandt und wird bisweilen als dessen Unterart geführt.

## Merkmale
Sibirische Steinböcke erreichen eine Kopfrumpflänge von 130 bis 165 Zentimeter, eine Schulterhöhe von 67 bis 110 Zentimeter und ein Gewicht von 35 bis 130 Kilogramm, wobei die Weibchen deutlich leichter als die Männchen bleiben. Die Fellfärbung variiert je nach Region und Jahreszeit, ist jedoch in Brauntönen gehalten. Im Winterkleid werden die Tiere deutlich dunkler, Männchen können auch weiße Flecken am Nacken und Rücken aufweisen.
Beide Geschlechter tragen Hörner. Die der Weibchen sind klein und leicht nach hinten gebogen; die der Männchen sind viel wuchtiger, sie sind nach hinten gebogen und können über einen Meter lang werden. Auch haben die Männchen einen deutlich ausgeprägteren Kinnbart als die Weibchen.

## Verbreitung und Lebensraum

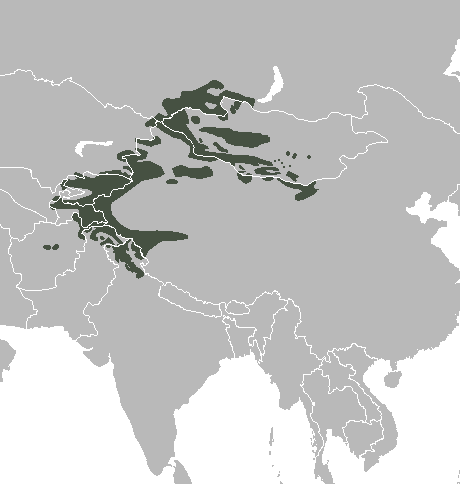
Das Verbreitungsgebiet des Sibirischen Steinbocks

Sibirische Steinböcke bewohnen vorwiegend Gebirgsregionen in Asien. Ihr Verbreitungsgebiet reicht vom südlichen Russland und der westlichen Mongolei über die westlichen Teile Chinas bis in das nördliche Indien und Afghanistan. Sie kommen gelegentlich in Höhen bis zu 6700 Metern vor, generell meiden sie Wälder. Im Winter wandern sie in tiefergelegenere Gebiete hinunter.

## Lebensweise

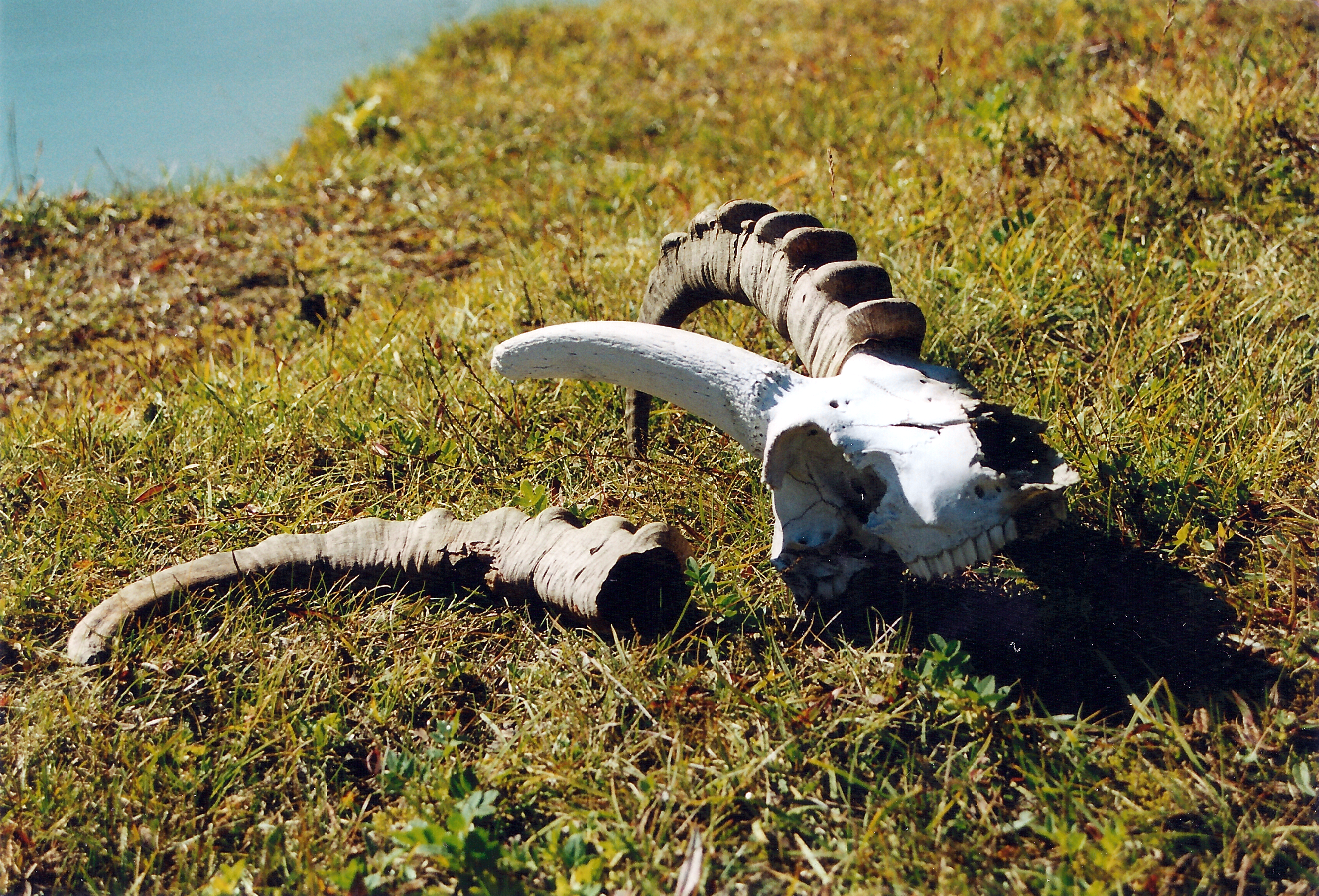
Schädel eines Steinbocks, gefunden im Altaigebirge nahe der Belucha

Die Lebensweise der Sibirischen Steinböcke gleicht weitgehend denen der Alpensteinböcke. Sie sind vorwiegend tagaktiv und ernähren sich von Gräsern und Kräutern. Weibchen und Jungtiere leben in stabilen Herden von 10 bis 20 Tieren, die Männchen bilden Junggesellengruppen. Innerhalb dieser Gruppen etablieren sie eine Rangordnung durch Imponierverhalten und Hornkämpfe, manchmal leben Männchen aber auch einzelgängerisch.
Es gibt aber Beobachtungen aus dem Himalaya, wonach manchmal Männchen und Weibchen das ganze Jahr über zusammenleben.
Nach einer rund fünf- bis sechsmonatigen Tragzeit bringt das Weibchen ein oder zwei, selten drei Jungtiere zur Welt. Diese erreichen mit 1,5 bis 2 Jahren die Geschlechtsreife, die erste Fortpflanzung erfolgt aber meist erst einige Jahre später.

## Bedrohung
Verglichen mit anderen Steinböcken ist der Sibirische Steinbock häufig und nicht bedroht. Schätzungen über den Gesamtbestand aus den 1990er-Jahren belaufen sich auf über 250.000 Exemplare. Unkontrollierte Bejagung und Wilderei können jedoch Bedrohungen für den Gesamtbestand darstellen.

## Systematik

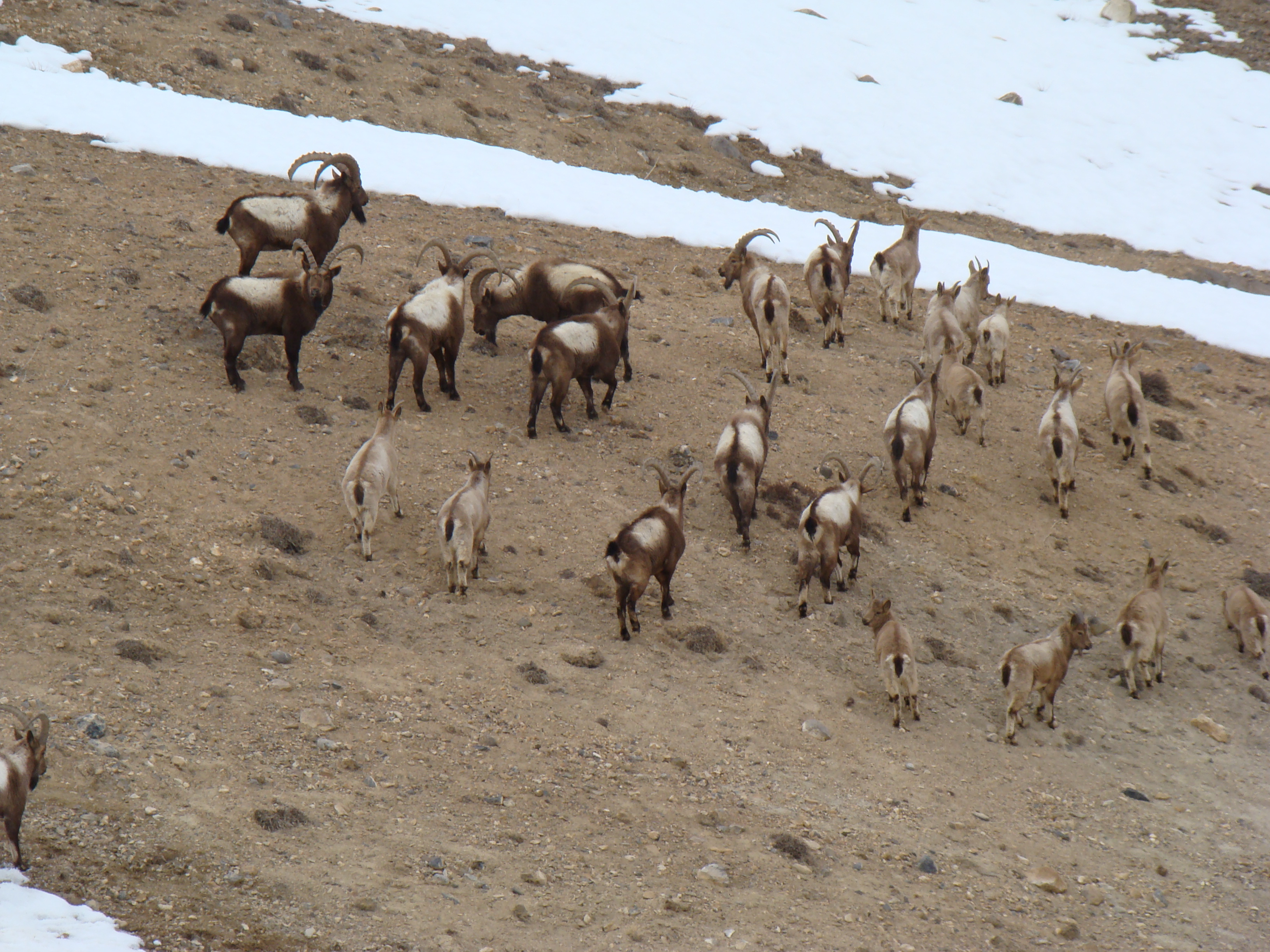
Sibirische Steinböcke im Spitital im Himalaya, Nordwest-Indien

Der Sibirische Steinbock wurde lange Zeit mit dem Alpensteinbock und dem Nubischen Steinbock zu einer Art zusammengefasst. Andere Steinböcke wie der Iberische oder die Kaukasischen Steinböcke gleichen ihnen hingegen nicht so auffällig und sind daher schon länger als getrennte Arten anerkannt. Genetische Untersuchungen deuten allerdings stark darauf hin, dass es sich auch beim Sibirischen Steinbock um eine eigene Art handelt, die an der Basis der Gattung Capra steht. Die äußerlichen Ähnlichkeiten zum Alpensteinbock und dem Nubischen Steinbock wären demnach kein Zeichen enger Verwandtschaft, sondern Plesiomorphien. Genetische Analysen an Tieren aus dem gesamten Verbreitungsgebiet zeigen, dass der Sibirische Steinbock die Schwestergruppe zu allen anderen Vertretern der Ziegen bildet. Jedoch ist die Art paraphyletisch, da die südlichen Populationen näher mit der Schraubenziege verwandt sind.
Zum Sibirische Steinbock gehören vier Unterarten:
- Altai-Steinbock (Capra sibirica sibirica), Altaigebirge
- Zentralasiatischer Steinbock (Capra sibirica alaiana), Pamir, Tian-Shan-Gebirge
- Gobi-Steinbock / Mongolischer Steinbock (Capra sibirica hagenbecki), südliche Mongolei, nördliches China
- Himalaya-Steinbock / Kaschmir-Steinbock (Capra sibirica sakeen), Kaschmir, Nordwestindien